# Granica albańsko-grecka
Granica albańsko-grecka – to granica międzypaństwowa, ciągnąca się na długości 282 km od wybrzeża Morza Jońskiego na południowym zachodzie do trójstyku z Macedonią Północną na północnym wschodzie.
Granica albańsko-grecka powstała w 1913 roku po ogłoszeniu przez Albanię niepodległości, a jej przebieg zatwierdziła w listopadzie 1921 roku Konferencja Ambasadorów. Pochłonięta wojną z Turcją (1919-1922) i kryzysem wewnętrznym Grecja, nie była w stanie przeciwstawić się tej decyzji i zaakceptowała ją w podpisanej 27 stycznia 1925 roku we Florencji umowie granicznej z Albanią.
Około 10 km granicy biegnie korytem rzeki Sarantaporos.

## Przejścia graniczne
- Krystallopigi –  Bilisht
- Sagiada –  Konispol
- Kakavia